# Parque Natural dos Caldeirões

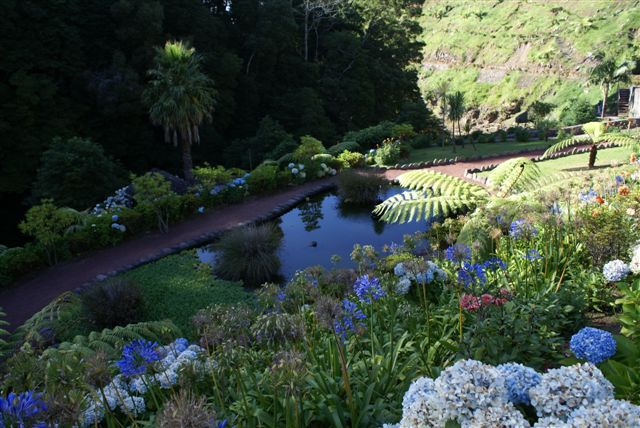
Parque Natural da Ribeira dos Caldeirões, vegetação.

O Parque Natural da Ribeira dos Caldeirões é uma área protegida açoriana, localizada ao longo de parte do curso de água da Ribeira dos Caldeirões, na freguesia da Achada, concelho do Nordeste, na ilha de São Miguel.
Este parque natural localiza-se nos declives da Serra da Tronqueira e ocupa parte do curso da Ribeira do Guilherme, ribeira onde também se localiza o Jardim Botânico da Ribeira do Guilherme.
Neste parque natural é possível observar uma abundante e variada flora macaronésica, onde a Laurissilva é dominante e onde se destacam fetos arbóreos de grande porte. Igualmente encontram-se abundantes maciços de hortênsias e criptomerias de grande porte.
É de destacar neste parque natural que se prolonga ao longo do curso da ribeira a existência de uma cascata que alimenta com água parte do parque.
O facto de nas suas florestas se encontrar o Priolo associado a variedade vegetal levou à inclusão de parte do parque na Zona de Protecção Especial do Pico da Vara e Ribeira do Guilherme.
Neste parque encontram-se antigos moinhos de água, sendo que num deles se encontra um museu etnográfico. As casas dos moleiro foram transformadas em loja de artesanato e a turismo rural.
Neste espaço existem serviços de cafetaria, um parque de merendas e um parque infantil